# 日本文学科
日本文学科（にほんぶんがくか）とは、大学の文学部等において日本文学や日本語学とそれらの周辺分野に関する研究と教育を行う学科である。日本語日本文学科・日本語日本文化学科・国文学科・国語国文学科などの様々な名称があり、人文学科の1課程として設置されている場合も多い。

## 日本文学科を持つ大学

### 国立大学
- 北海道大学文学部／人文科学科／言語・文学コース／日本古典文化論、映像・現代文化論
- 弘前大学人文社会科学部／文化創生課程／文化資源学コース
- 岩手大学人文社会科学部／人間文化課程／アジア圏文化専修プログラム
- 東北大学文学部／人文社会学科／日本学専攻／現代日本学、日本文学
- 秋田大学教育文化学部／地域文化学科／国際文化コース
- 山形大学人文社会科学部／人文社会科学科／人間文化コース／文化学領域／日本学プログラム
- 福島大学人文社会学群／人間発達文化学類／人文科学コース
- 茨城大学人文社会科学部／人間文化学科／文芸・思想メジャー
- 筑波大学人文・文化学群
  - 比較文化学類／日本・アジア領域／日本文学コース、日本研究コース
  - 比較文化学類／表現文化領域／テクスト文化学コース、文化創造論コース
  - 日本語・日本文化学類
- 埼玉大学教養学部／教養学科／日本・アジア文化専修課程／日本文化専攻
- 千葉大学文学部／人文学科／日本・ユーラシア文化コース
- 東京大学文学部／人文学科／日本語日本文学専修
- 東京大学教養学部／教養学科／超域文化科学分科／比較文学比較芸術コース、学際日本文化論コース、言語態・テクスト文化論コース
- 東京外国語大学国際日本学部／国際日本学科
- お茶の水女子大学文教育学部／言語文化学科／日本語・日本文学コース
- 新潟大学人文学部／人文学科／言語文化学プログラム
- 富山大学人文学部／人文学科／言語文化領域／東アジア言語文化コース
- 金沢大学人間社会学域／人文学類／日本・中国言語文化学プログラム
- 信州大学人文学部／人文学科／比較言語文化コース、日本言語文化コース
- 静岡大学人文社会科学部／言語文化学科／日本言語文化プログラム、比較文学文化プログラム
- 名古屋大学文学部／人文学科／言語文化系学位プログラム／文芸言語学コース／日本文学
- 三重大学人文学部／文化学科／日本研究
- 京都大学文学部／人文学科／東洋文化学系／国語学国文学専修
- 大阪大学文学部／人文学科／日本学、日本文学・国語学、比較文学
- 神戸大学文学部／人文学科／文学／国文学専修
- 奈良女子大学文学部／言語文化学科／日本アジア言語文化学コース
- 島根大学法文学部／言語文化学科／日本文学
- 岡山大学文学部／人文学科／日本語・日本文学分野
- 広島大学文学部／人文学科／日本・中国文学語学コース／日本文学語学
- 山口大学人文学部／人文学科／日本・中国言語文学コース／日本文学
- 愛媛大学法文学部／人文社会学科／人文学履修コース
- 高知大学人文社会科学部／人文社会科学科／人文科学コース／日本語・日本文学プログラム
- 九州大学文学部／人文学科／文学コース／国語学・国文学
- 熊本大学文学部／文学科
  - 東アジア言語文学コース／日本語日本文学
  - 多言語文化学コース／比較文学
- 鹿児島大学法文学部／人文学科／多元地域文化コース
- 琉球大学人文社会学部／琉球アジア文化学科／文学プログラム

### 公立大学
- 群馬県立女子大学文学部／国文学科
- 東京都立大学人文社会学部／人文学科／日本文化論
- 都留文科大学文学部／国文学科
- 静岡文化芸術大学文化政策学部／国際文化学科
- 愛知県立大学日本文化学部／国語国文学科
- 名古屋市立大学人文社会学部／国際文化学科
- 京都府立大学文学部／日本・中国文学科
- 大阪公立大学文学部／言語文化学科／国語国文学コース
- 尾道市立大学芸術文化学部／日本文学科
- 北九州市立大学文学部／比較文化学科
- 福岡女子大学国際文理学部／国際教養学科／日本言語文化履修コース
- 熊本県立大学文学部／日本語日本文学科
- 名桜大学国際学群

### 私立大学
- 札幌大学地域共創学群／日本語・日本文化専攻
- 藤女子大学文学部／日本語・日本文学科
- 北海学園大学人文学部／日本文化学科
- 弘前学院大学文学部／日本語・日本文学科
- 盛岡大学文学部／日本文学科
- 宮城学院女子大学学芸学部／日本文学科
- 十文字学園女子大学教育人文学部／文芸文化学科
- 聖学院大学人文学部／日本文化学科
- 文教大学文学部／日本語日本文学科
- 川村学園女子大学文学部／日本文化学科
- 淑徳大学人文学部／表現学科
- 聖徳大学文学部／文学科
- 麗澤大学外国語学部／外国語学科
- 和洋女子大学人文学部／日本文学文化学科
- 青山学院大学文学部／日本文学科
- 跡見学園女子大学文学部／人文学科
- 大妻女子大学文学部／日本文学科
- 学習院大学文学部／日本語日本文学科
- 共立女子大学文芸学部／文芸学科
- 慶應義塾大学文学部／人文社会学科／国文学専攻
- 恵泉女学園大学人文学部／日本語日本文化学科
- 國學院大學文学部／日本文学科
- 国士舘大学文学部／文学科
- 駒澤大学文学部／国文学科
- 駒沢女子大学人間総合学群／人間文化学類／日本文化専攻
- 実践女子大学文学部／国文学科
- 上智大学文学部／国文学科
- 昭和女子大学人間文化学部／日本語日本文学科
- 白百合女子大学文学部／国語国文学科
- 成蹊大学文学部／日本文学科
- 成城大学文芸学部／国文学科
- 聖心女子大学現代教養学部／日本語日本文学科
- 清泉女子大学文学部／日本語日本文学科
- 専修大学文学部／日本文学文化学科
- 創価大学文学部／人間学科
- 大正大学文学部／日本文学科
- 大東文化大学文学部／日本文学科
- 玉川大学文学部／国語教育学科
- 中央大学文学部／人文社会学科
- 帝京大学文学部／日本文化学科
- 東海大学文学部／日本文学科
- 東海大学文化社会学部／文芸創作学科
- 東京女子大学現代教養学部／人文学科
- 東洋大学文学部／日本文学文化学科
- 二松學舎大学文学部／国文学科
- 日本大学文理学部／国文学科
- 日本女子大学文学部／日本文学科
- 法政大学文学部／日本文学科
- 武蔵大学人文学部／日本・東アジア文化学科
- 武蔵野大学グローバル学部／日本語コミュニケーション学科
- 武蔵野大学文学部／日本文学文化学科
- 明治大学文学部／文学科
- 明治大学国際日本学部／国際日本学科
- 明星大学人文学部／日本文化学科
- 目白大学外国語学部／日本語・日本語教育学科
- 立教大学文学部／文学科
- 立正大学文学部／文学科
- 和光大学表現学部／総合文化学科
- 早稲田大学文化構想学部／文化構想学科／複合文化論系
- 早稲田大学文学部／文学科／日本語日本文学コース
- 早稲田大学教育学部／国語国文学科
- 神奈川大学国際日本学部／日本文化学科
- 相模女子大学学芸学部／日本語日本文学科
- 松蔭大学コミュニケーション文化学部／日本文化コミュニケーション学科
- 鶴見大学文学部／日本文学科
- フェリス女学院大学文学部／日本語日本文学科
- 金沢学院大学文学部／文学科
- 岐阜女子大学文化創造学部／文化創造学科文化創造学専攻／書道・国語専修
- 静岡英和学院大学人間社会学部／人間社会学科／日本語文化メジャー
- 愛知学院大学文学部／日本文化学科
- 愛知淑徳大学文学部／国文学科
- 金城学院大学文学部／日本語日本文化学科
- 中京大学文学部／日本文学科
- 中部大学人文学部／日本語日本文化学科
- 同朋大学文学部／人文学科／日本文学専攻
- 南山大学人文学部／日本文化学科
- 皇學館大学文学部／国文学科
- 大谷大学文学部／文学科
- 京都女子大学文学部／国文学科
- 京都精華大学国際文化学部／人文学科／文学専攻
- 京都橘大学文学部／日本語日本文学科
- 京都ノートルダム女子大学国際言語文化学部／国際日本文化学科
- 同志社大学文学部／国文学科
- 同志社女子大学表象文化学部／日本語日本文学科
- 花園大学文学部／日本文学科
- 佛教大学文学部／日本文学科
- 立命館大学文学部／日本文学研究学域
- 龍谷大学文学部／日本語日本文学科
- 大阪大谷大学文学部／日本語日本文学科
- 大阪樟蔭女子大学学芸学部／国文学科
- 関西大学文学部／総合人文学科／国語国文学専修
- 近畿大学文芸学部／文学科／日本文学専攻
- 四天王寺大学人文社会学部／日本学科
- 相愛大学人文学部／人文学科／日本文学専攻
- 梅花女子大学文化表現学部／日本文化創造学科
- 大和大学教育学部／教育学科／国語教育専攻
- 関西学院大学文学部／文学言語学科／日本文学日本語学専修
- 甲南大学文学部／日本語日本文学科
- 甲南女子大学文学部／日本語日本文化学科
- 神戸松蔭女子学院大学文学部／日本語日本文化学学科
- 神戸女子大学文学部／日本語日本文学科
- 武庫川女子大学文学部／日本語日本文学科
- 帝塚山大学文学部／日本文化学科
- 天理大学人文学部／国文学国語学科
- 奈良大学文学部／国文学科
- 高野山大学文学部／人間学科
- 就実大学人文科学部／表現文化学科
- ノートルダム清心女子大学文学部／日本語日本文学科
- 広島女学院大学人文学部／日本文化学科
- 安田女子大学文学部／日本文学科
- 梅光学院大学文学部／人文学科／日本語・日本文化専攻
- 四国大学文学部／日本文学科
- 徳島文理大学文学部／日本文学科
- 九州産業大学国際文化学部／日本文化学科
- 筑紫女学園大学文学部／日本語・日本文学科
- 福岡大学人文学部／日本語日本文学科
- 活水女子大学国際文化学部／日本文化学科
- 別府大学文学部／国際言語・文化学科／日本語・日本文学コース